# Pietro Ferrabini
Pietro Ferrabini (Rancio, 24 ottobre 1787 – Rancio di Lecco, 29 maggio 1869) è stato un pittore italiano.
Nato a Rancio presso Lecco, fu insegnante di disegno a Lodi e attivo in ambito locale. Si ricordano gli affreschi nello scomparso palazzo Beonio Brocchieri e nella villa Cavezzali a Tormo.
La città di Lodi gli ha dedicato una via.

### Testi di approfondimento
- Mauro Livraga e Angelo Stroppa, Inventario della collezione dei disegni di artisti lodigiani conservati all'Archivio storico comunale di Lodi, in Archivio storico lodigiano, anno CXVI, Lodi, 1997,  pp. 141-190, ISSN 0004-0347 (WC · ACNP).